# Pediacus bhutanicus
Pediacus bhutanicus är en skalbaggsart som beskrevs av Sen Gupta 1978. Pediacus bhutanicus ingår i släktet Pediacus och familjen plattbaggar. Inga underarter finns listade i Catalogue of Life.